# Tsunagi
Tsunagi (jap. 津奈木町 Tsunagi-machi) – miasto w Japonii, na wyspie Kiusiu, w prefekturze Kumamoto. Według danych na rok 2020 miejscowość zamieszkiwało 4 254 mieszkańców , a gęstość zaludnienia wyniosła 124,9 os./km².